# Gentse Opstand (1539–1540)

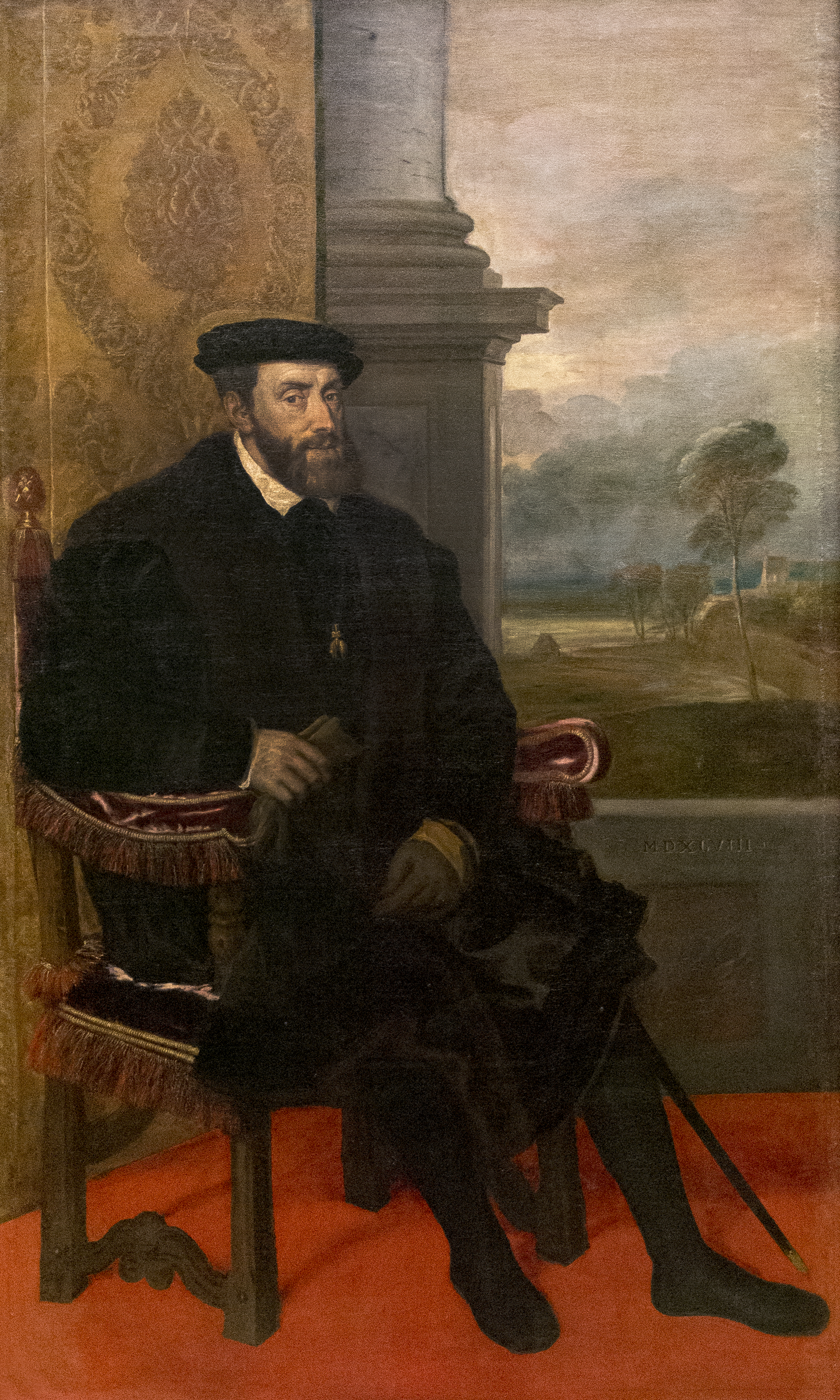
Karel V door Titiaan, Alte Pinakothek

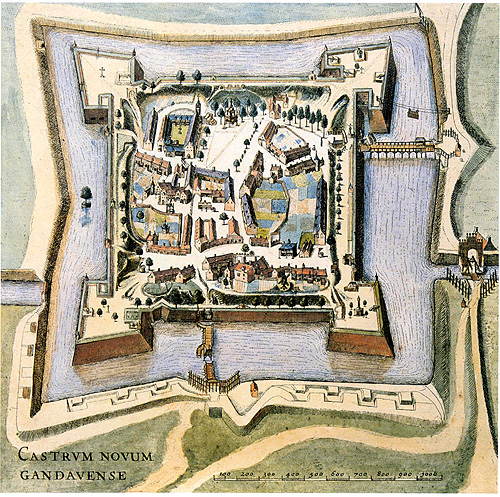
Spanjaardenkasteel gebouwd naar aanleiding van de Concessio Carolina

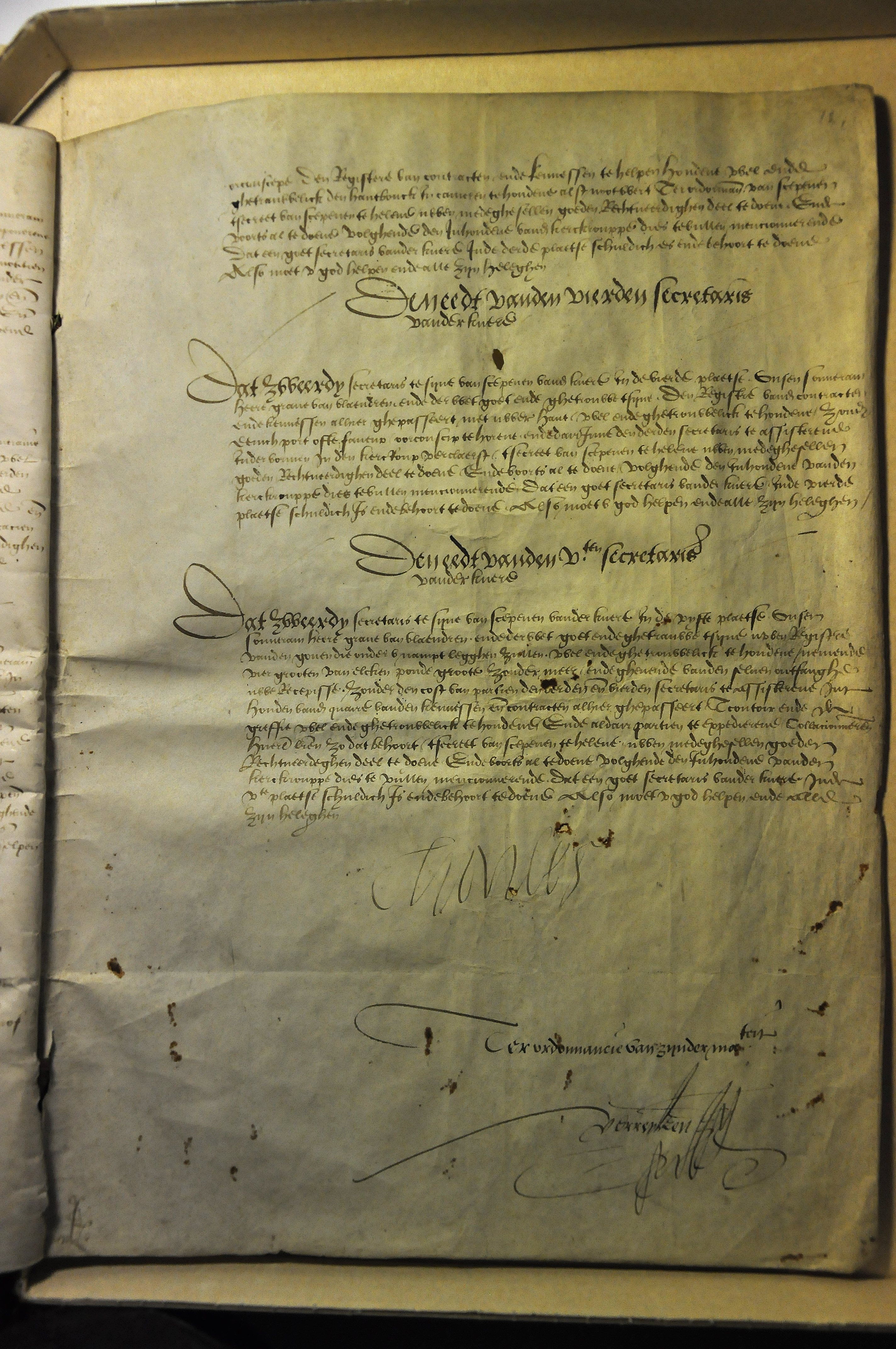
Laatste pagina van de Concessio Carolina met Karels handtekening

Deze Gentse Opstand was een revolte van 1539 tot 1540 in Gent tegen keizer Karel V.

## Aanloop
De aanleiding voor de opstand was het ongenoegen over de hoge belastingen die door landvoogdes Maria van Hongarije in 1537 werden opgelegd. Deze gelden hadden als doel de verovering van Italië door haar broer keizer Karel V te financieren. Aan het graafschap Vlaanderen werd 1,2 miljoen Karolusgulden gevraagd in de vorm van een bede. Alle gewesten stemden hiermee in behalve Vlaanderens eerste lid Gent. Het ongenoegen tegenover de fiscale politiek van de Roomse keizer Karel V groeide binnen de Arteveldestad. Op 28 augustus 1537 werd het Gentse Calfvel, dat vele stedelijke privilegiën inperkte, publiekelijk verscheurd. Dit betekende een regelrechte inbreuk op de soevereiniteit van Karel V.

## Keizerlijke interventie
Karel ontving in Madrid alarmerende berichten van zijn zuster Maria van Hongarije over het verzet van Gent tegen de oorlogsbelasting. Einde 1539 reisde hij af naar de Habsburgse Nederlanden. Hij verkreeg toelating van de Franse koning Frans I om diens grondgebied te doorkruisen. Hij had zich pas verzoend met hem te Aigues-Mortes. Karel ontstak in woede toen hij vernam dat de Gentenaars contact hadden gezocht met de Franse koning. Hij zorgde ervoor dat de Gentenaars wisten van zijn komst, maar nam zijn tijd. Karel liet zich de feesten, banketten, toernooien en jachtpartijen die op zijn weg werden georganiseerd - Bordeaux, Poitiers, Orléans, de kastelen van de Loire, Fontainebleau - welgevallen. Op 1 januari kreeg hij in Parijs een schitterende ontvangst. Daarna waren de steden in zijn eigen Vlaanderen aan de beurt. Na Kamerijk en Valenciennes kwam hij op 29 januari 1540 in Brussel aan, waar hij een sterk leger had verzameld.
Karel speelde het slim en ontving, ontspannen en vriendelijk, op 25 januari een Gentse delegatie te Valenciennes. Er was totale verbijstering in Gent toen er op 14 februari vier vendels Duitse infanterie op de Vrijdagmarkt toekwamen en kanonnen werden opgesteld in de richting van de straten. Karel liet zijn intrede dezelfde dag niet onopgemerkt gebeuren, vergezeld als hij was door de landvoogdes Maria, Willem van Oranje, zijn nicht Christina, hertogin van Milaan, Antoon, hertog van Hoogstraten, de pauselijke nuntius en nog een aantal hoogwaardigheidsbekleders. Zijn stoet werd voorafgegaan door honderden boogschutters en zijn garde met hellebaarden. Verder zagen de Gentenaars 4000 Duitse landsknechten en 800 ruiters van de Nederlandse ordonnantiebendes de stad bezetten. Karel nam zijn intrek in het Prinsenhof terwijl zijn leger op verscheidene plaatsen in de stad werd ingekwartierd.

### De bestraffing
Enkele dagen hoorden de Gentenaars niets van de keizer en ze vatten opnieuw moed en hoopten er met een boete vanaf te komen. Ze waagden het zelfs om op 16 februari een verweerschrift in te dienen. De dag daarna vaardigde Karel een arrestatiebevel uit voor de 25 kopstukken van de opstand. Vijftien werden er in Gent gevat; twee waren gevlucht naar Brabant maar gevat en opgesloten in de gevangenis van Vilvoorde. De rest was voortvluchtig. De schepenen die nog in functie waren maakten zich geen grote zorgen toen ze op 20 februari verplicht werden opnieuw trouw te zweren aan de Vrede van Cadzand en de bepalingen in het Calfvel.
Vier dagen later, op zijn 40e verjaardag, riep de keizer de stadsmagistraat voor zich. Er volgde een streng requisitoir van de procureur-generaal van de Raad van Vlaanderen door Boudewijn le Cocq , waarin die de inbreuken gepleegd door de Gentenaars opsomde en hen van majesteitsschennis betichtte. Ze kregen te horen dat ze lijf, goed en privileges kwijt waren. Zwaar verontrust kregen ze een kopie van de akte van beschuldiging mee en tien dagen de tijd om hun verdediging voor te bereiden. Karel vertrok intussen naar Brussel en bij zijn terugkeer bracht hij zijn broer Ferdinand, de latere keizer, mee.
Zoals afgesproken zagen de opposanten elkaar weer op 6 maart in het Prinsenhof. De beschuldigden probeerden onder de aanklacht uit te komen, verontschuldigden zich en verwezen opnieuw naar hun privileges. Volgens hen had het alles te maken met het slechte bestuur toen Karel afwezig was, waarmee ze onrechtstreeks Maria van Hongarije beschuldigden, die ook aanwezig was. Pierre du Breul, advocaat-fiscaal van de Grote Raad verweet hen hoogmoedigheid en arrogantie. Karel zei dat hij zou nadenken over hun bestraffing en dat hij een voorbeeld zou stellen voor wie aan zijn macht mocht twijfelen.
Op 17 maart werden de kopstukken van de opstand op het Sint-Veerleplein onthoofd onder wie advocaat Simon Borluut, Willem de Mey, Laurent Claeys, Lieven Hebscap en Lieven d'Herde. Hun lichamen werden op wielen gebonden en hun hoofden op spietsen buiten de Muidepoort geplaatst. Op 3 mei verplichtte hij een grote groep Gentenaars waaronder edellieden, stadsambtenaars en bekende poorters blootsvoets voor hem te lopen, gekleed in een zwarte tabbaard. De stoet werd gesloten door 50 creesers met een strop rond hun nek. Sinds deze amende honorable worden Gentenaars stroppendragers genoemd.
Omdat Vlaanderen in het algemeen en Gent in het bijzonder een belangrijk handelscentrum was voor het Spaanse Rijk besliste hij om de stad niet te vernietigen, zoals hij later deed met Terwaan. Dat zou vooral financieel in zijn nadeel hebben gewerkt. Om nieuwe opstanden te voorkomen, werden de Gentenaars gedwongen grote delen van de Sint-Baafsabdij af te breken om plaats te maken voor het Spanjaardenkasteel, een zogenaamde 'dwangburcht'.

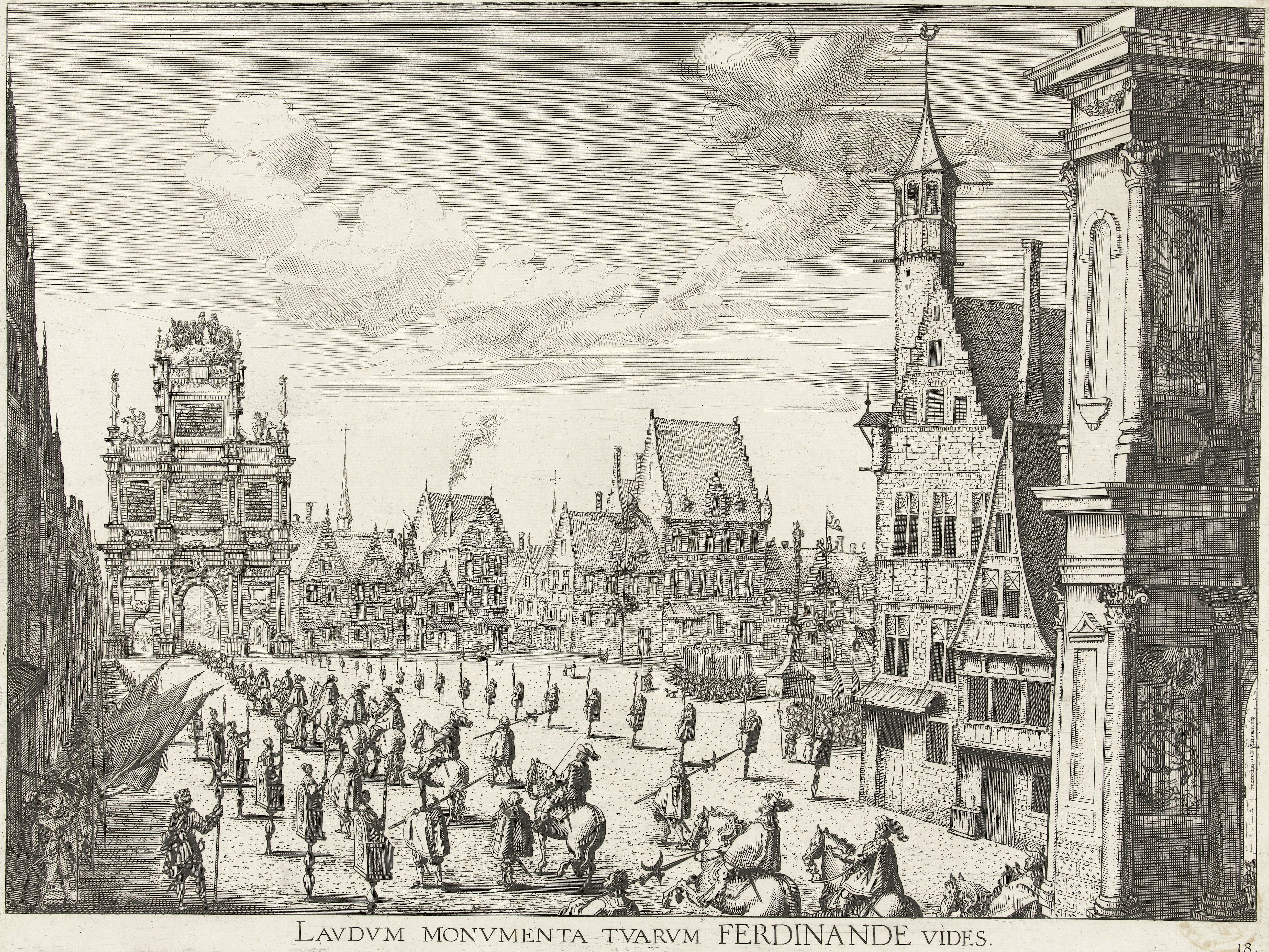
Het standbeeld van Karel V op de Vrijdagmarkt (1635)

## Nasleep
Keizer Karel perkte de stedelijke privilegiën na de opstand opnieuw sterk in. Hij ging verder dan het verscheurde Calfvel via zijn Concessio Carolina. Dit hield in dat de schepenen voortaan door de vorst werden aangesteld en hun gezag ingekrompen, de Collatie of Brede Raad afgeschaft, de neringen in hun macht beperkt. De concessie bleef tot het einde van het ancien régime van kracht.
Naast Gent werden ook Kortrijk en Oudenaarde gestraft. De theatrale vernedering viel in 1548 te beurt aan Augsburg, Ulm en Konstanz. In 1551-1552 strafte de keizer 25 Zuid-Duitse steden met intrekking van privileges. Er was een patroon in het beleid van Karel V om de stedelijke autonomie en de macht van de gilden te beknotten ten voordele van vermogende patriciërs.
Door de maatregelen tegen Gent had de keizer eeuwenlang een slecht imago in zijn geboortestad. Ter gelegenheid van de blijde inkomst van de aartshertogen Albrecht en Isabella in 1600 lieten de autoriteiten een zuil plaatsen op de Vrijdagmarkt met een standbeeld van Karel, maar het werd regelmatig beschadigd. Een nieuwe versie uit 1775 werd minder dan twintig jaar later, tijdens de Franse veldtocht in de Nederlanden, definitief verwijderd.